# Isopropylamin
Isopropylamin är en primär amin med formeln CHNH2(CH3)2.

## Framställning
Isopropylamin framställs vanligen genom en reaktion mellan isopropanol och ammoniak med koppar-nickel som katalysator.
{\displaystyle {\rm {CHOH(CH_{3})_{2}+NH_{3}\ {\xrightarrow {Cu-Ni}}\ CHNH_{2}(CH_{3})_{2}+H_{2}O}}}

## Användning
Isopropylamin används främst för framställning av olika herbicider som glyfosat och atrazin.
Tillsammans med isopropanol används den också som binär stridsgas[källa behövs]; När den blandas med metyldifluorfosfit bildas den mycket giftiga gasen sarin[källa behövs].